# Islagkage
Islagkage er en lagkage, der ud over lagkagebunde især består af is; den skal derfor holdes kold for ikke at smelte, den skal dog tages op, ca. 30 minutter før severing. Islagkager serveres ofte til festlige lejligheder og kan laves med for eksempel chokolade eller forskellige slags bær. Isen man bruger kan også variere efter valg af tema.